# Giovanni Calabrese
Giovanni Calabrese, född den 30 oktober 1966 i Messina i Italien, är en italiensk roddare.
Han tog OS-brons i dubbelsculler i samband med de olympiska roddtävlingarna 2000 i Sydney.